# Эрман, Генрих
Карл Генрих Э́рман (нем. Karl Heinrich Erman; 15 января 1857, Берлин — 7 мая 1940, Мюнстер) — немецкий правовед, специалист по римскому праву.

## Биография
Генрих Эрман происходил из известной учёной семьи гугенотского происхождения Эрманов. Его прадед — историк и протестантский богослов Жан-Пьер Эрман, деды — физик Пауль Эрман и астроном Фридрих Вильгельм Бессель. Отец — физик, профессор Берлинского университета Георг Адольф Эрман. Старшие братья — библиотекарь Вильгельм Эрман и египтолог Адольф Эрман. Сын Генриха — Вальтер Эрман, автор комментариев к Германскому гражданскому уложению. Был женат на внучке Александра Герцена.
Окончив Берлинский университет, Эрман защитил диссертацию по истории римского права. В 1883 году был принят профессором римского права в Лозаннском университете, где читал лекции как на французском, так и на немецком языках. После принятия в Германии Гражданского уложения в 1896 году Эрман читал в Лозанне лекции по новому гражданскому праву в Германии. С лета 1902 года Эрман являлся профессором нового юридического факультета Мюнстерского университета, где он в 1908—1910 годах являлся последовательно ректором и проректором. До выхода в отставку в 1925 году Генрих Эрман занимался преимущественно вопросами земельной реформы в Веймарской конституции и издал несколько работ на эту тему.

## Сочинения
- Zur Geschichte der römischen Quittungen und Solutionsakte. Berlin, Puttkammer & Mühlbrecht 1883
- Das römische Recht, 1884 bis 1894. Leipzig, Hinrich 1895
- Servus vicarius — l’esclave de l’esclave romain. (Nachdr. d. Ausg.) Lausanne, 1896
- Die pompejanischen Wachstafeln. Weimar, Böhlau 1899
- Erbbaurecht und Kleinwohnungsbau. Münster i. W., Obertüschen 1907
- Zur Behandlung der Aktionen in den nachklassischen Rechtsbüchern. 1907
- Von der Münsterschen zur Westfälischen Universität! Münster i. W., Obertüschen 1909
- Pignus hypothecave. Paris, Rousseau 1912
- Das neue Bodenrecht (Artikel 155 der Reichsverfassung) — Abhandlungen aus d. Siedlungsseminar d. Universität Münster.
- Die Grundzüge für ein Kriegerheimstättengesetz. Berlin, Bodenreform, 1916, 3.-5. Tsd.
- Volkssiedlung. Berlin, Gebr. Mann, 1925
- Das große Bekenntnis zur deutschen Bodenreform (Zu Adolf Damaschkes 60. Geburtstag). Frankfurt/Oder, Trowitzsch & Sohn, 1926
- Das große Bekenntnisbuch der deutschen Bodenreform. Frankfurt/Oder, Trowitzsch & Sohn 1926
- Erlebtes und Erstrebtes. 1927
- Die Bodenreform in der Reichsverfassung. Berlin, Reimar Hobbing, 1930
- Der deutsche Hilfsverein in Lausanne und sein Begründer Hermann Wiener. Lausanne, Frankfurter, 1931